# Lu Yin (escriptora)
Lu Yin (xinès simplificat: 庐隐) (Fuzhou 1898 - Xangai 1934) escriptora i assagista xinesa una de les representants del Moviment del Quatre de Maig. Va ser una de les primeres escriptores xineses que va tractar el tema de l’homosexualitat.

## Biografia
Lu Yin va néixer el 4 de maig de 1898 a Fuzhuo, província de Fujian (Xina). Des del naixement Lu va estar marcada per la desgràcia familiar i l’hostilitat. La seva mare, analfabeta i supersticiosa, va veure el bebè com una influència nociva perquè la seva pròpia mare havia mort el mateix dia que va néixer. Pel que fa al seu pare, era un buròcrata imperial a qui el destí del bebè era indiferent. Per tant, Lu Yin va ser cuidada per una mainadera. Més tard, els seus pares la van enviar a una escola missionera protestant a prop de Pequín.
El 1919, després de fer de professora i estalviar durant dos anys, va ingressar a l’Escola Normal Superior de Dones de Pequín (北京 高等 女子 师范) que acabava d’obrir, juntament amb dues futures escriptores, Feng Yuanjun (冯沅君) i Su Xuelin (苏雪林), un petit grup d'amics que més tard s´hi va unir Shi Pingmei (石 评 梅).
Lu Yin va morir a Xangai el 13 de maig de 1934 als 35 anys d’edat després d’una intervenció quirúrgica durant el part.

### Carrera literària
Com molts escriptors d’aquest període, va iniciar la seva carrera literària com a estudiant. El tema principal de la seva obra és l’opressió de les dones i la seva àrdua lluita per l’amor i la independència Va ser una de les primeres escriptores que va tractar el tema de l’homosexualitat, inicialment en el conte "El diari de Lishi" en el qual narrava l'amor entre Lishi i la seva parella del mateix sexe Yuanqing. Lu Yin posa les relacions romàntiques dels seus personatges en el context la transformació social que va tenir lloc a la Xina a principis del segle xx, quan els modes de vida tradicionals van xocar violentament amb els canvis provocats per la modernitat.
Li Yin escriu en un estil poc adornat i en molts casos en forma de diari o cartes.Alguns crítics comenten que la melancolia de les seves obres cal atribuir-la a la manca d’estima que va tenir durant la seva infantesa i pel seu accidentat matrimoni. L'obra de Lu Yin s'analitza sovint des d'un punt de vista autobiogràfic. Però poc abans de morir, també va escriure la seva autobiografia (庐隐 自传), que es va publicar a Xangai cinc mesos després de la seva mort. Aquest és un pas fonamental en la literatura xinesa, que marca el començament de les autobiografies de dones.
En la seva autobiografia, Li Yun divideix la seva carrera literària en tres períodes. El primer segueix el patró típic dels primers escrits femenins del Moviment Quatre de Maig, el segon, després d’una sèrie de posicions docents i relacions desafortunades, el seu estil canvia dramàticament. Ja no escriu amb optimisme i idealisme, passant a narracions en primera persona on la narradora es queixa de la inutilitat de la vida i de les misèries de l'existència i el tercer període, just abans de morir, va tornar a canviar d’estil per escriure biografies imaginàries, quaderns de viatge i novel·les fortament influïdes per la literatura compromesa en voga dels anys trenta.
La seva obra publicada inclou més de 200 obres, narracions breus, novel·la, poesia, quaderns de viatges i centenars d'obres d'assaig

## Obres destacades
- 丽 石 的 日记 "Lishi de riji" (El diari de Lishi)
- 海滨 故人, "Haibing guren" (Un vell conegut al costat del mar),
- "Jimo" (Solitud)
- 象牙 戒指 "Xiangya jiezhi" (Un anell d'ivori),
- 弟兄们 (Germans)
- 海洋里底一出惨剧 (Catràstofe en el mar)
- 水灾, (Inundació)